# 오구에강

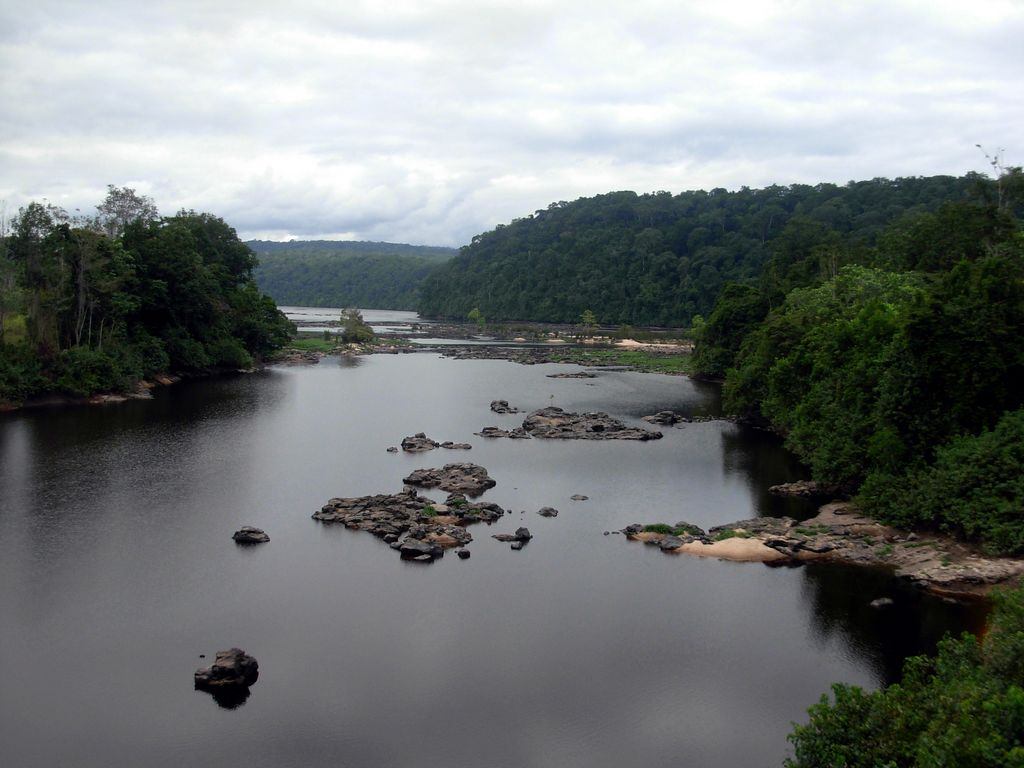
오구에강

오구에강(프랑스어: Ogooué)은 나자레스강(프랑스어: Nazareth)으로도 알려진 약 1,200 km의 길이로 아프리카 서부의 가봉의 주요 강이며 방류량으로 볼 때 콩고강, 카사이강, 나이저강, 잠베지강에 이어 아프리카에서 다섯 번째로 큰 강이다. 이 강의 분수령은 콩고 공화국, 카메룬, 적도 기니로 이어지는 일부 지류와 함께 가봉의 거의 모든 지류가 흐른다.

## 과정
오구에강은 콩고 공화국 켕게 근처의 바테케 고원의 북서쪽에 있는 강이다. 북서쪽으로 흐르며, 부망고 근처의 가봉으로 들어간다. 푸바라 폭포는 마울롱고 근처에 있다. 라스투르빌에서 은졸레까지 오구에는 급류 때문에 항해가 불가능하다. 후자의 도시로부터 서쪽으로 흘러, 포르장티 남쪽의 오주리 근처의 기니만으로 들어간다. 오구에 삼각주는 길이 약 100 km, 너비 약 100 km로 꽤 크다.

## 분지
오구에 분지는 223,856 km2이고, 그 중 73%인 173,000 km2가 가봉 안에 있다. 대부분 방해받지 않는 우림과 연중 건조기가 가장 긴 사바나 초원으로 이루어져 있다. 그곳은 생물 다양성이 높은 곳이다. 예를 들어, 세 종류의 아프리카 악어는 모두 강에서 서식하는데, 나일악어, 난쟁이악어, 그리고 긴코악어이다. 이곳은 또한 메기의 서식지이기도 하다.